# Nazionale maschile di calcio di Antigua e Barbuda
La nazionale di calcio di Antigua e Barbuda è la rappresentativa nazionale calcistica dell'omonimo paese caraibico, posta sotto l'egida della ABFA e membro della CONCACAF.
La migliore prestazione degli antiguo-barbudani in un torneo internazionale è stato il secondo posto ottenuto nel Campionato caraibico di calcio 1988, oltre a tre quarti piazzamenti nella stessa manifestazione (chiamata dal 1989 Coppa dei Caraibi).
Nel Ranking mondiale FIFA ha raggiunto la 70ª posizione nel mese di ottobre 2014 e occupa la 128ª posizione.

## Storia
Affiliata alla CONCACAF ed alla FIFA dal 1970, la nazionale di Antigua e Barbuda ha esordito nel 1972 contro Trinidad e Tobago in un doppio confronto valevole per le qualificazioni per il mondiale 1974. Nei decenni successivi ha partecipato alla Coppa dei Caraibi, centrando un secondo e tre quarti posti in undici edizioni, grazie anche al lavoro di Zoran Vraneš, alla guida dei Benna Boys per un biennio.
Nel 2005 Antigua e Barbuda incontrò in un'amichevole per la prima volta una selezione europea: l'Ungheria si impose al Lockhart Stadium di Fort Lauderdale per 3-0. Nel 2016 fu la volta dell'Estonia, vittoriosa per 1-0.
La nazionale di Antigua e Barbuda ha preso parte alla CONCACAF Nations League 2019-2020 nella Lega B, mantenendo la categoria.

## Colori
La divisa antiguo-barbudana ha avuto per molti anni come colore principale il giallo-oro, che rispecchia il sole all'alba della bandiera.
Gli sponsor tecnici che si sono succeduti sono:
| Sponsor tecnico | Periodo   |
| --------------- | --------- |
| Admiral         | 1995–1999 |
| Virma           | 2000–2003 |
| Adidas          | 2006–2011 |
| Peak            | 2012–2016 |
| Admiral         | 2016–     |

| Divisa casalinga nel 1995 | Divisa casalinga nel 1998 | Divisa casalinga nel 2000 | Divisa casalinga nel 2006 | Divisa casalinga nel 2011 | Divisa da trasferta nel 2011 | Divisa casalinga nel 2012 | Divisa da trasferta nel 2012 | Divisa casalinga nel 2016 | Divisa da trasferta nel 2016 |  |

## Partecipazioni ai tornei internazionali
Legenda: Grassetto: Risultato migliore, Corsivo: Mancate partecipazioni

### Campionato CONCACAF
I Benna Boys non hanno mai centrato la qualificazione al Campionato CONCACAF, l'antenato della Gold Cup, pur avendo tentato di accedere alla fase finale in tre occasioni.

### Coppa dei Caraibi
La nazionale antiguo-barbudana ha partecipato ad undici edizioni della Coppa dei Caraibi, cosa che costituisce un primato tra le nazioni a non aver mai vinto il trofeo: il risultato migliore è arrivato nel 1988 quando è stata sconfitta in finale.

## Statistiche dettagliate sui tornei internazionali

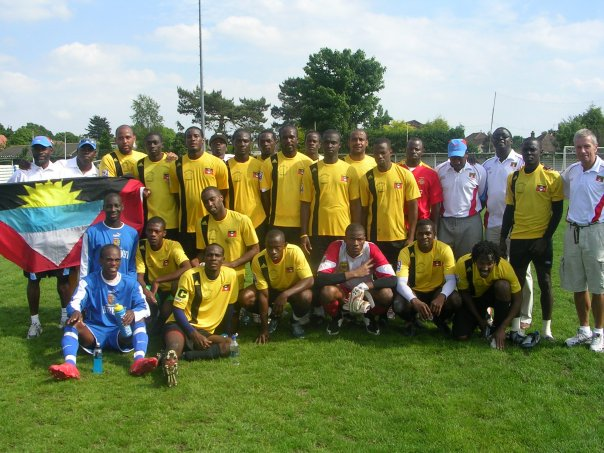
La nazionale di Antigua e Barbuda durante una tournée in Inghilterra nel 2008

### Mondiali
| Anno | Luogo                          | Piazzamento      | V | N | P | Gol |
| ---- | ------------------------------ | ---------------- | - | - | - | --- |
| 1974 | Germania Ovest                 | Non qualificata  | - | - | - | -   |
| 1978 | Argentina                      | Non partecipante | - | - | - | -   |
| 1982 | Spagna                         | Non partecipante | - | - | - | -   |
| 1986 | Messico                        | Non qualificata  | - | - | - | -   |
| 1990 | Italia                         | Non qualificata  | - | - | - | -   |
| 1994 | Stati Uniti                    | Non qualificata  | - | - | - | -   |
| 1998 | Francia                        | Non qualificata  | - | - | - | -   |
| 2002 | Giappone / Corea del Sud       | Non qualificata  | - | - | - | -   |
| 2006 | Germania                       | Non qualificata  | - | - | - | -   |
| 2010 | Sudafrica                      | Non qualificata  | - | - | - | -   |
| 2014 | Brasile                        | Non qualificata  | - | - | - | -   |
| 2018 | Russia                         | Non qualificata  | - | - | - | -   |
| 2022 | Qatar                          | Non qualificata  | - | - | - | -   |
| 2026 | Canada / Stati Uniti / Messico | Non qualificata  | - | - | - | -   |

### Campionato CONCACAF/Gold Cup
| Anno | Luogo                               | Piazzamento      | V | N | P | Gol |
| ---- | ----------------------------------- | ---------------- | - | - | - | --- |
| 1973 | Haiti                               | Non qualificata  | - | - | - | -   |
| 1977 | Messico                             | Non partecipante | - | - | - | -   |
| 1981 | Honduras                            | Non partecipante | - | - | - | -   |
| 1985 | Itinerante                          | Non qualificata  | - | - | - | -   |
| 1989 | Itinerante                          | Non qualificata  | - | - | - | -   |
| 1991 | Stati Uniti                         | Non partecipante | - | - | - | -   |
| 1993 | Stati Uniti / Messico               | Non qualificata  | - | - | - | -   |
| 1996 | Stati Uniti                         | Non qualificata  | - | - | - | -   |
| 1998 | Stati Uniti                         | Non qualificata  | - | - | - | -   |
| 2000 | Stati Uniti                         | Non qualificata  | - | - | - | -   |
| 2002 | Stati Uniti                         | Non qualificata  | - | - | - | -   |
| 2003 | Stati Uniti / Messico               | Non qualificata  | - | - | - | -   |
| 2005 | Stati Uniti                         | Non qualificata  | - | - | - | -   |
| 2007 | Stati Uniti                         | Non qualificata  | - | - | - | -   |
| 2009 | Stati Uniti                         | Non qualificata  | - | - | - | -   |
| 2011 | Stati Uniti                         | Non qualificata  | - | - | - | -   |
| 2013 | Stati Uniti                         | Non qualificata  | - | - | - | -   |
| 2015 | Stati Uniti / Canada                | Non qualificata  | - | - | - | -   |
| 2017 | Stati Uniti                         | Non qualificata  | - | - | - | -   |
| 2019 | Stati Uniti / Costa Rica / Giamaica | Non qualificata  | - | - | - | -   |
| 2021 | Stati Uniti                         | Non qualificata  | - | - | - | -   |
| 2023 | Stati Uniti / Canada                | Non qualificata  | - | - | - | -   |

### Olimpiadi
Si veda la pagina della nazionale olimpica.

### Confederations Cup
| Anno | Luogo                    | Piazzamento     | V | N | P | Gol |
| ---- | ------------------------ | --------------- | - | - | - | --- |
| 1992 | Arabia Saudita           | Non invitata    | - | - | - | -   |
| 1995 | Arabia Saudita           | Non invitata    | - | - | - | -   |
| 1997 | Arabia Saudita           | Non qualificata | - | - | - | -   |
| 1999 | Messico                  | Non qualificata | - | - | - | -   |
| 2001 | Corea del Sud / Giappone | Non qualificata | - | - | - | -   |
| 2003 | Francia                  | Non qualificata | - | - | - | -   |
| 2005 | Germania                 | Non qualificata | - | - | - | -   |
| 2009 | Sudafrica                | Non qualificata | - | - | - | -   |
| 2013 | Brasile                  | Non qualificata | - | - | - | -   |
| 2017 | Russia                   | Non qualificata | - | - | - | -   |

### Coppa dei Caraibi
| Anno | Luogo                                   | Piazzamento      | V | N | P | Gol  |
| ---- | --------------------------------------- | ---------------- | - | - | - | ---- |
| 1978 | Trinidad e Tobago                       | Quarto posto     | 0 | 0 | 3 | 1:8  |
| 1979 | Suriname                                | Non qualificata  | - | - | - | -    |
| 1981 | Porto Rico                              | Non partecipante | - | - | - | -    |
| 1983 | Guyana francese                         | Quarto posto     | 0 | 0 | 3 | 1:5  |
| 1985 | Barbados                                | Non qualificata  | - | - | - | -    |
| 1988 | Martinica                               | Secondo posto    | 0 | 3 | 0 | 3:3  |
| 1989 | Barbados                                | Non qualificata  | - | - | - | -    |
| 1990 | Trinidad e Tobago                       | Non qualificata  | - | - | - | -    |
| 1991 | Giamaica                                | Non partecipante | - | - | - | -    |
| 1992 | Trinidad e Tobago                       | Primo turno      | 0 | 1 | 2 | 2:12 |
| 1993 | Giamaica                                | Non qualificata  | - | - | - | -    |
| 1994 | Trinidad e Tobago                       | Non qualificata  | - | - | - | -    |
| 1995 | Isole Cayman / Giamaica                 | Primo turno      | 1 | 0 | 2 | 3:8  |
| 1996 | Trinidad e Tobago                       | Non partecipante | - | - | - | -    |
| 1997 | Antigua e Barbuda / Saint Kitts e Nevis | Primo turno      | 0 | 0 | 2 | 1:5  |
| 1998 | Giamaica / Trinidad e Tobago            | Quarto posto     | 2 | 0 | 3 | 11:9 |
| 1999 | Trinidad e Tobago                       | Non qualificata  | - | - | - | -    |
| 2001 | Trinidad e Tobago                       | Non qualificata  | - | - | - | -    |
| 2005 | Barbados                                | Non qualificata  | - | - | - | -    |
| 2007 | Trinidad e Tobago                       | Non qualificata  | - | - | - | -    |
| 2008 | Giamaica                                | Primo turno      | 0 | 2 | 1 | 3:6  |
| 2010 | Martinica                               | Primo turno      | 1 | 0 | 2 | 2:4  |
| 2012 | Antigua e Barbuda                       | Primo turno      | 1 | 0 | 2 | 3:3  |
| 2014 | Giamaica                                | Primo turno      | 0 | 1 | 2 | 2:7  |
| 2017 | Martinica                               | Non qualificata  | - | - | - | -    |

## Rosa attuale
Lista dei giocatori convocati per le sfide di qualificazione al Campionato mondiale di calcio 2022.
| 1  | P | Jayden Martin         | 7 novembre 2002   | 1  | 0  | Ottos             |  |  |
| 18 | P | Molvin James          | 8 maggio 1989     | 48 | 0  | Tryum             |  |  |
| 21 | P | Murphy Parker         | 16 agosto 1990    | 2  | 0  | Swetes            |  |  |
|    |   |                       |                   |    |    |                   |  |  |
| 3  | D | Aaron Taylor-Sinclair | 8 aprile 1991     | 1  | 0  | Livingston        |  |  |
| 4  | D | Karanja Mack          | 24 agosto 1987    | 55 | 0  | Parham            |  |  |
| 5  | D | Daniel Bowry          | 29 aprile 1998    | 9  | 1  | Wealdstone        |  |  |
| 8  | D | Kendukar Challenger   | 24 gennaio 1997   | 5  | 0  | All Saints United |  |  |
| 13 | D | Tamorley Thomas       | 28 luglio 1983    | 63 | 12 | Greenbay          |  |  |
| 17 | D | Jervez Lee            | 10 settembre 1992 | 3  | 0  | Ottos             |  |  |
|    |   |                       |                   |    |    |                   |  |  |
| 6  | C | TJ Bramble            | 9 maggio 2001     | 2  | 0  | Dover Athletic    |  |  |
| 7  | C | Eugene Kirwan         | 1º gennaio 1993   | 18 | 1  | Greenbay          |  |  |
| 11 | C | Quinton Griffith      | 27 febbraio 1992  | 65 | 9  | Five Islands      |  |  |
| 14 | C | Ronaldo Flowers       | 9 marzo 2003      | 2  | 0  | Villa             |  |  |
| 19 | C | D'Andre Bishop        | 2 ottobre 2002    | 10 | 2  | Ottos             |  |  |
| 20 | C | Denie Henry           | 7 maggio 1998     | 4  | 0  | Parham            |  |  |
| 23 | C | Joshua Parker         | 1º dicembre 1990  | 31 | 5  | Burton Albion     |  |  |
|    | C | Leroy Graham          | 7 dicembre 1999   | 8  | 0  | Five Islands      |  |  |
|    |   |                       |                   |    |    |                   |  |  |
| 12 | A | Rhys Browne           | 16 novembre 1995  | 11 | 2  | Sutton United     |  |  |
| 16 | A | Peter Byers           | 20 ottobre 1984   | 92 | 44 | SAP               |  |  |
| 22 | A | Javorn Stevens        | 9 maggio 1998     | 17 | 1  | Greenbay          |  |  |
|    | A | Junior Benjamin       | 13 agosto 1992    | 14 | 3  | Ottos             |  |  |
|    | A | D'Jarie Sheppard      | 28 giugno 2003    | 3  | 0  | Willikies         |  |  |